# Idong-myeon, Pocheon
Idong-myeon (koreanska: 이동면) är en socken i kommunen Pocheon i provinsen Gyeonggi i den norra delen av Sydkorea, 65 km nordost om huvudstaden Seoul.